# Forma normal negativa
En lògica matemàtica, una fórmula és en forma normal negativa si l'operador negació ({\displaystyle \lnot }, not) només està aplicat a variables, i els únics altres operadors booleans permesos són la conjunció ({\displaystyle \land }, and) i la disjunció ({\displaystyle \lor }, or).
La forma normal negativa no és una forma canònica: per exemple {\displaystyle a\land (b\lor \lnot c)} i {\displaystyle (a\land b)\lor (a\land \lnot c)} són equivalents, i totes dues estan en forma normal negativa.
En lògica clàssica i el moltes lògiques modals, tota fórmula pot transformar-se en aquesta forma, tot substituint implicacions i equivalències per llurs definicions, usant les Lleis de De Morgan per desplaçar les negacions cap a l'interior de la fórmula, i eliminant dobles negacions. Aquest procés es pot representar mitjançant les següents regles de reescriptura:
{\displaystyle \lnot (\forall x.G)\to \exists x.\lnot G}
{\displaystyle \lnot (\exists x.G)\to \forall x.\lnot G}
{\displaystyle \lnot \lnot G\to G}
{\displaystyle \lnot (G_{1}\land G_{2})\to (\lnot G_{1})\lor (\lnot G_{2})}
{\displaystyle \lnot (G_{1}\lor G_{2})\to (\lnot G_{1})\land (\lnot G_{2})}
Una fórmula en forma normal negativa es pot transformar en les formes normal conjuntiva o normal disjuntiva tot aplicant distributivitat.

## Exemples i contraexemples
Totes les fórmules següents estan en forma normal negativa:
{\displaystyle (A\vee B)\wedge C}
{\displaystyle (A\wedge (\lnot B\vee C)\wedge \lnot C)\vee D}
{\displaystyle A\vee \lnot B}
{\displaystyle A\wedge \lnot B}
El primer exemple també està en forma normal conjuntiva, i els dos últims estan alhora en forma normal conjuntiva i en forma normal disjuntiva, però el segon exemple no està en cap d'aquestes dues formes.
Les fórmules següents no estan en forma normal negativa:
{\displaystyle A\Rightarrow B}
{\displaystyle \lnot (A\vee B)}
{\displaystyle \lnot (A\wedge B)}
{\displaystyle \lnot (A\vee \lnot C)}
Tot i això, són equivalents (respectivament) a les següents fórmules en forma normal negativa:
{\displaystyle \lnot A\vee B}
{\displaystyle \lnot A\wedge \lnot B}
{\displaystyle \lnot A\vee \lnot B}
{\displaystyle \lnot A\wedge C}